# هكذا الأيام (فلم)
هكذا الأيام هو فيلم مصري عرض عام 1977، بطولة فريد شوقي ونورا ومصطفى فهمي، ومن إخراج عاطف سالم.

## قصة الفيلم
تهاني الأخت الصغرى لأخوين يقومان بالصرف عليها وعلى تعليمها حتى تصل إلى المرحلة الجامعية، تتعرف على فتاة سيئة السمعة فتجاريها في سلوكها السيء، ويحاول أخاها الأصغر قتلها، فتهرب من منزلها، وتلتقي برجل من معارف صديقتها السابقة يدعى الدرديري، يخدعها على أن تعيش معه بدون زواج، فيقتله شقيقها ويدخل السجن، وعندما يخرج منه يصمم على قتل أخته التي تحولت إلى حطام، فيعثر عليها وقد أدمنت المخدرات وتلفظ روحها بين يديه.

## طاقم التمثيل
- فريد شوقي: (حسن)
- نورا: (تهاني)
- مصطفى فهمي: (أحمد)
- صلاح السعدني: (عادل)
- صلاح نظمي: (راضي)
- نعيمة وصفي
- علي الشريف: (الدرديرى)
- فريدة سيف النصر: (بثينة)
- سعاد حسين: (إحسان)
- أديب الطرابلسي: (بائع المخدرات)
- نعيمة الصغير
- نبيل بدر: (نبيل)
- ليلى فهمي: (عواطف)
- إحسان شريف: (والدة بثينة)
- يوسف العسال
- صبري عبد العزيز
- مطاوع عويس
- نوال فهمي
- سامية محسن
- ليلى مختار

## فريق العمل
- إخراج: عاطف سالم
- قصة: فريد شوقي
- سيناريو وحوار: عاطف سالم
- مدير التصوير: إبراهيم صالح
- مونتاج: فكري رستم
- موسيقى تصويرية: عمر خورشيد
- إنتاج: نيوستار فيلم (فريد شوقي)
- توزيع: دولار فيلم